# Intendencia de Salta del Tucumán
La Intendencia de Salta del Tucumán, o Provincia de Salta del Tucumán fue una de las divisiones territoriales más extensas del Virreinato del Río de la Plata, dentro del Imperio español. Con capital en la tradicional ciudad de Salta
La Intendencia comprendía las actuales provincias argentinas de : Salta , Catamarca , Tucumán,   Santiago del Estero, Jujuy, el antiguo Territorio nacional de Los Andes y la actual provincia boliviana de Tarija, cada uno de estos distritos con sus respectivos Cabildos coloniales en las ciudades cabeceras y Cabildos de Indios 

## Antecedentes

### Gobernación del Tucumán
En 1563 el rey Felipe II de España creó  la gobernación del Tucumán, con sede capital  en la ciudad de Santiago del Estero  la incluyó dentro del virreinato del Perú, bajo la jurisdicción de la Real Audiencia de Charcas. Dicha región incluía las actuales provincias argentinas de  Córdoba, Salta, Tucumán , Santiago del Estero, Jujuy, Catamarca y La Rioja.
Dos siglos más tarde, debido a las reformas borbónicas impulsadas por el rey Carlos III, se llevó a cabo la reorganización de la administración en las colonias americanas del Imperio español, con el objetivo de reforzar allí el Estado y volverlo más eficaz. En consecuencia, se creó el Virreinato del Río de la Plata en 1776, con capital en Buenos Aires ,surgiendo como una escisión del enorme virreinato del Perú. La antigua Gobernación del Tucumán se separó en dos , la Intendencia de Córdoba  del Tucumán, con capital en Córdoba y la Intendencia de Salta del Tucumán con cabecera en la ciudad de Salta

### Gobernación Intendencia del Tucumán
El 28 de enero de 1782 el rey Carlos III promulgó la Real Ordenanza de Intendentes de Ejército y Provincia, la cual dividió y reorganizó al virreinato del Río de la Plata en ocho intendencias; entre ellas la intendencia del Tucumán que englobaría a todos los territorios que formaron la gobernación del Tucumán. Sin embargo, el 5 de agosto de 1783, antes de que el sistema se hubiera aplicado en el virreinato, Carlos III hizo en San Ildefonso diecisiete modificaciones a la Real Ordenanza de 1782, entre ellas, una que suprimió las intendencias de Tucumán y de Cuyo, creando con ellas las Intendencias de Salta del Tucumán y de Córdoba del Tucumán. 

IV. – Por muy justas y recomendables razones, calificadas con los más verídicos y autorizados informes dirigidos a mis Reales manos por el actual Virrey de Buenos Aires apoyándolos con el Suyo de 26 de Enero de 1781, tuve por preciso y conveniente a mi Real Servicio y a la Causa Pública de aquellos mis dominios, resolver en 26 de Febrero de 1782, y en su consecuencia mandar por la ya citada Real Orden de 29 de Julio siguiente, que se dividiese en dos Gobiernos el de la Provincia de Tucumán con el agregado de la de Cuyo, y conforme al Plan propuesto por los enunciados informes; debiendo en su consecuencia quedar por residencia y Capital del nuevo Gobierno la Ciudad de Córdoba del Tucumán, y comprender además las de Mendoza, San Juan del Pico, San Luis de Loyola y Rioja con sus respectivos distritos; y situarse la residencia del otro Gobierno del resto de la dicha Provincia en la Ciudad de Salta como más proporcionada a ser la Capital de las de Jujuy, San Miguel, Santiago del Estero y Catamarca, con sus correspondientes jurisdicciones. Y siendo consiguiente a esta variación hacerla también en las residencias que por el Artículo 7º de la citada Ordenanza se determinaron a las dos Intendencias que por el mismo se mandaron establecer en el propio territorio que han de abrazar los expresados dos Gobiernos, es mi voluntad y mando que la Intendencia a que se señaló por Capital la Ciudad de Mendoza se sitúe en la de Córdoba del Tucumán y que la mandada erigir en la Ciudad de San Miguel se establezca en la de Salta, uniéndose una y otra a los respectivos Gobiernos para que el distrito señalado a cada uno de ellos sea el de su Intendencia, y se entienda por una sola Provincia, según está dispuesto por el mencionado Artículo 1º, quedando el ejercicio de Vice Patronato en toda ella a su Gobernador Intendente en observancia de lo prescripto acerca de este particular en el Artículo 6º de la referida Ordenanza

La adopción del sistema de intendencias en el virreinato fue dado a conocer en Buenos Aires el 29 de noviembre de 1783 por bando del virrey, junto con los nombres de los siete intendentes designados por el rey, prestando juramento ese día ante la Real Audiencia de Buenos Aires.

## Historia

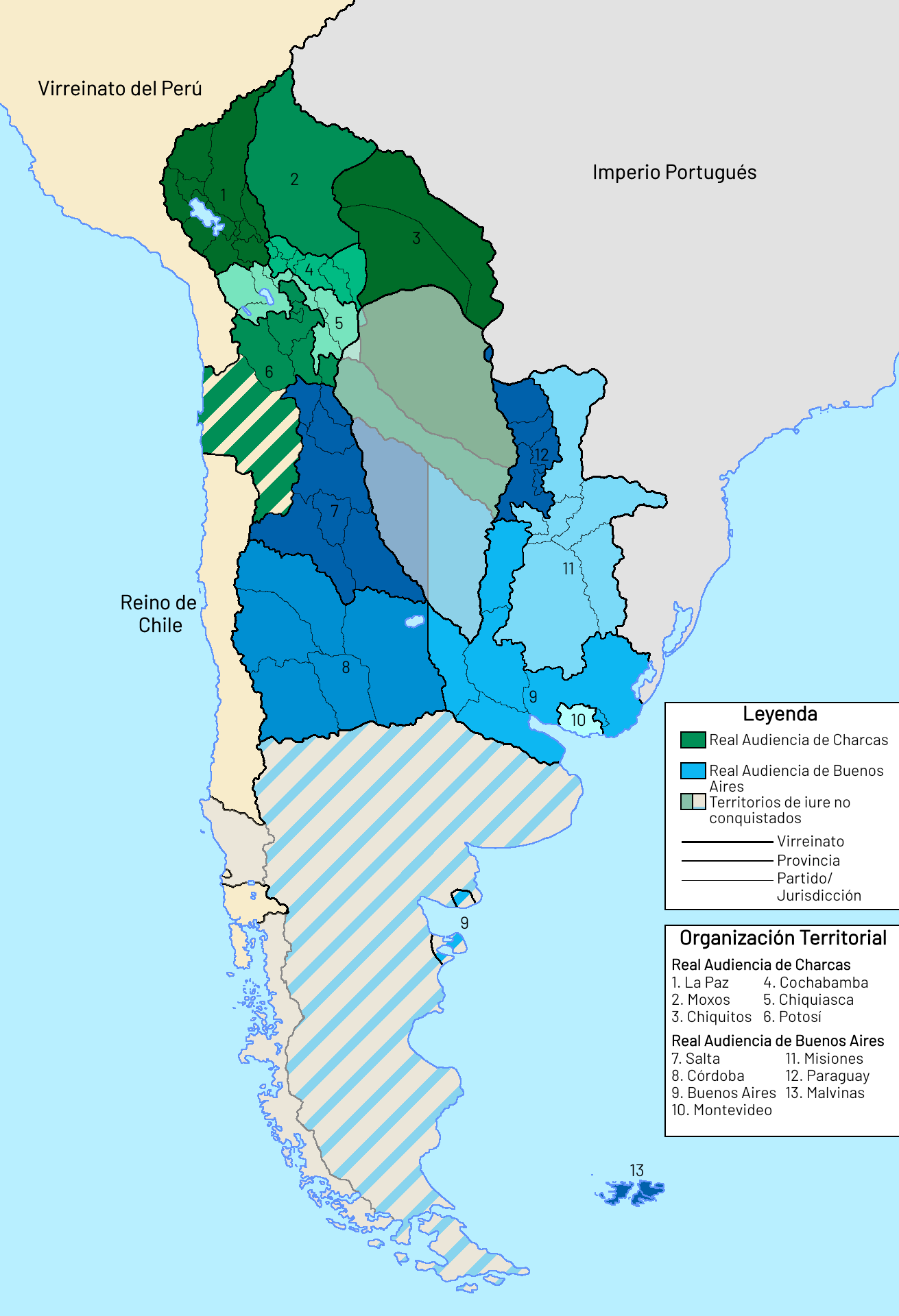
Intendencia de Salta del Tucumán, dentro del virreinato del Río de la Plata, 1783.

El primer gobernador intendente de Salta del Tucumán fue el hasta entonces gobernador del Tucumán, Andrés de Mestre, nombrado por real cédula de 22 de agosto de 1783, asumiendo el cargo el 24 de diciembre de ese año.
El 30 de abril de 1789 el rey Carlos IV designó a Ramón García de León y Pizarro como gobernador intendente en reemplazo de Mestre. El nuevo gobernador tomó posesión de su cargo el 19 de diciembre de 1790 en San Salvador de Jujuy y en 1792 trasladó la capital de la intendencia de San Miguel de Tucumán a la ciudad de Salta. El 31 de agosto de 1794 Ramón García de León y Pizarro fundó la ciudad de San Ramón de la Nueva Orán, la cual a partir de 1795 pasó a ser cabecera de un partido.
Por real decreto de 20 de octubre de 1796 García de León y Pizarro fue nombrado gobernador intendente y presidente de la Real Audiencia de Charcas. Le sucedió el teniente letrado Tadeo Fernández Dávila, como subrogante interino desde septiembre de 1797, quien había sido designado por el rey como teniente letrado de la intendencia el 21 de septiembre de 1783.  
El coronel Rafael de la Luz fue nombrado gobernador intendente el 28 de octubre de 1796 en reemplazo de García de León y Pizarro. Asumió en Salta el 3 de diciembre de 1798 y conservó el cargo hasta su fallecimiento el 11 de mayo de 1807. Le sucedió Tomás de Arrigunaga y luego interinamente el teniente letrado José de Medeiros, hasta que el virrey Santiago de Liniers lo suspendió en el cargo el 11 de enero de 1809, acusándolo de complicidad con la Asonada de Álzaga. Entregó el mando el 14 de marzo de 1809 al contador de la Real Hacienda en Salta, Nicolás de Villacorta y Ocaña y viajó a Buenos Aires en donde fue arrestado. 
El 14 de marzo de 1809 el virrey Liniers designó al coronel de milicias Nicolás Severo de Isasmendi en comisión y provisionalmente como gobernador intendente, asumiendo en Salta el 29 de abril de 1809.
Dos cédulas del rey Carlos IV de 17 de febrero de 1807, establecieron el obispado de Salta (lo que no fue refrendado por el papa) con jurisdicción sobre: Salta, San Miguel de Tucumán, Santiago del Estero, San Ramón de la Nueva Orán, Catamarca, San Salvador de Jujuy y se le agregó el partido de Tarija separado de la intendencia de Potosí y del arzobispado de Charcas. Se convocó a un cabildo abierto el 25 de julio de 1807 en Tarija, donde se aceptó completamente separarse de Potosí, pero se negó estar bajo la jurisdicción en lo religioso y posteriormente en lo gubernamental de Salta, esto llevó al territorio de Tarija tener una jurisdicción independiente de ambas intendencias, pero estaba integrada en el obispado e integrada en forma de partido en la intendencia de Salta del Tucumán. Las revoluciones de mayo de 1809 y mayo de 1810 impidieron en parte el pase jurisdiccional, dependiendo en la práctica Tarija de Salta en lo militar y eclesiástico y de Potosí en lo civil, gubernativo y judicial. 
Nicolás Severo de Isasmendi fue relevado por orden de la Primera Junta, entregando el mando el 23 de agosto de 1810 a Feliciano Chiclana, nombrado el 16 de julio de ese año como gobernador intendente.
El 8 de octubre de 1814 el director supremo Gervasio Posadas dividió a la intendencia de Salta del Tucumán en dos provincias: Salta y Tucumán. La primera incluía además de la ciudad capital, a Jujuy, Orán, Tarija, San Carlos, valles Calchaquíes, valle de Lerma, Santa María y La Puna.

Artículo 1: El territorio que comprenden los pueblos del Tucumán, Santiago del Estero y Valle de Catamarca formará desde hoy una provincia del Estado con la denominación de Provincia de Tucumán. Sus límites serán las respectivas jurisdicciones de los referidos pueblos.

Artículo 2: Las ciudades de Salta, Jujuy, Orán, Tarija y Santa María, formarán desde hoy una provincia del Estado, conservando la misma denominación de Provincia de Salta con que era conocida antes de ser desmembrada, y teniendo por límites las jurisdicciones respectivas de los mismos pueblos que la integran.

## Cabildos
En cada ciudad que formaba la Intendencia donde había Cabildo de españoles, los Tenientes de Gobernador (delegados del Gobernador)  tenían a su cargo sólo las causas de hacienda y guerra.
- Cabildo de San Miguel de Tucumán (ciudad de San Miguel de Tucumán, efímera capital de la intendencia desde 1782 a 1783, no fue la capital definitiva que se trasladó a Salta)
- Cabildo de Santiago del Estero (ciudad de Santiago del Estero)
- Cabildo de Catamarca (ciudad de San Fernando del Valle de Catamarca)
- Cabildo de Jujuy (ciudad de San Salvador de Jujuy)
- Cabildo de Orán, creado en 1795 (ciudad de San Ramón de la Nueva Orán fundada el 16 de julio de 1794, con cabildo creado el 27 de julio de 1795). El subdelegado reunió además las causas de justicia y policía.
- Cabildo de Tarija (villa de Tarija): en 1807 pasó a depender de la intendencia de Salta del Tucumán, siendo separado de la de Potosí. El 2 de marzo de 1811 el rey le anexó el partido de Chichas: (...) entendiéndose que debe considerarse incluso en el territorio de este último, el Partido de Tarija con Chichas por un tiempo breve.

## Gobernadores intendentes
- Andrés de Mestre (1783-1791)
- Ramón García de León y Pizarro (1791-1797)
- Tadeo Dávila (1797-1798) (interino)
- Rafael de la Luz (1798-1807)
- Tomás de Arrigunaga (1807-1808)
- José de Medeiros (1807-1809) (interino)
- Nicolás de Villacorta y Ocaña (interino)
- Nicolás Severo de Isasmendi (1809-1810) (interino)
- Joaquín Mestre (1810)
- José de Medeiros (1810)
- Nicolás Severo de Isasmendi (1810 - 23/08/1810)

### Primera etapa revolucionaria
- Feliciano Antonio Chiclana  (23/08/1810 - 24/12/1810)
- Tomás de Allende (24/12/1810 - 11/7/1811)
- Juan Martín de Pueyrredón  (11/7/1811-14/7/1811)
- Junta Gubernativa (14/7/1811 - 14/9/1811)
- Pedro José Saravia (14/9/1811 - 29/1/1812)

### Reconquista realista
- Domingo García (29/1/1812 - 10/3/1812)
- Manuel Ramos (10/3/1812 - 22/8/1812)
- José E. Tirado (22/8/1812 - 11/9/1812)
- José Márquez de la Plata (11/9/1812 - 02/1813)

### Provincias Unidas del Río de la Plata
- Juan José Feliciano Fernández Campero (02/1813 - 20/2/1813)
- Manuel Belgrano  (1813)
- Esteban Agustín Gascón (21/2/1813 - 13/3/1813)
- Hermenegildo G. de Hoyos (13/3/1813 - 13/9/1813) gobernador civil
- Eustoquio Díaz Vélez (13/3/1813 - 13/9/1813) gobernador militar
- Feliciano Antonio Chiclana (13/9/1813 - 26/10/1813)
- Rudecindo Alvarado (26/10/1813 - 29/11/1813)
- Francisco Fernández de la Cruz  (29/11/1813 - 16/3/1814)
- Bernabé Aráoz (16/3/1814 - 25/4/1814)
- José Arteaga (25/4/1814 - 05/1814)
- José Antonio Fernández Cornejo (05/1814 - 11/1814)